# Corel
Corel Corporation este o companie canadiană care produce software - programe de computer reunite în suita Corel (COwpland REsearch Laboratory).

## Produse în anul 2006/2008
Produsele sunt disponibile în 75 de țări în 3 limbi. 

## WordPerfect® Office Suite
- Corel WordPerfect Office X3 Standard
- WordPerfect MAIL
- OfficeReady Templates
- Corel WordPerfect Office X4

## CorelDRAW® Graphics Suite
- CorelDRAW Graphics Suite X6
- CorelDRAW Graphics Suite X3
- Corel DRAWings 2 Pro
- Corel Painter™

## Paint Shop™ Family
- Corel Paint Shop Pro X
- Corel Paint Shop Pro X2
- Corel Photo Album 6
- Visual Creation Studio
- Animation Shop 3
- Xtras - Photo Album Templates

## Painter Family
- Corel Painter IX.5

## Designer Family
- Corel DESIGNER Technical Suite 12

## Alte produse
- Visual Creation Studio
- Visual Creation Studio Pro
- Corel KnockOut 2
- Corel KPT Collection
- Corel Grafigo 2
- Corel Ventura 10
- ActiveCGM
- iGrafx
- Mondello/NT
- WordPerfect-Yahoo! Toolbar
- Corel-Yahoo! Toolbar